# Leptophlebiidae
Leptophlebiidae là một họ phù du. Đây là họ duy nhất trong siêu học Leptophlebioidea. Ở Bắc Mỹ chúng có khoảng 70 loài từ 9 chi trong các suối và hồ nước ngọt; ở Châu Âu chúng có phần ít đa dạng hơn. Trên toàn cầu, họ này phổ biến và đa dạng hơn nhiều, với khoảng 2000 loài khác nhau. Các loài trong họ Leptophlebiidae dễ dàng được nhận ra bởi sự hiện diện của mang trên bụng ấu trùng.

## Ấu trùng
Ấu trùng của các loài trong họ Leptophlebiidae sinh sống trong nước ngọt suối và hồ ăn mảnh vụn và/hoặc tảo. Các loài Bắc Mỹ thường bám vào đá, rất ít được trang bị về mặt sinh lý học cho bơi lội lành nghề. Giống như tất cả loài ấu trùng Ephemeroptera, mang mỏng manh nằm bên lề của bụng của chúng. Một số chi mọc hàm dưới giống như họ hàng của chúng, Ephemeridae, Polymitarcyidae, và Potamanthidae.

## Một số chi chọn lọc
- Acanthophlebia Towns, 1983
- Atalophlebia
- Choroterpes
- Farrodes
- Habrophlebia
- Habrophlebiodes
- Leptophlebia
- Miroculis
- Neochoroterpes
- Paraleptophlebia
- Thraulodes
- Traverella